# Джон Коннор (персонаж)
Джон Ко́ннор (англ. John Connor) — персонаж американської науково-фантастичної серії фільмів «Термінатор», у яких Джон виступає головним протагоністом: рятівником людства, вождем Руху опору у боротьбі за виживання людства після подій, відомих в епопеї як «Судний день».

## Загальні відомості
Персонажа створив сценарист і кінорежисер Джеймс Кемерон; уперше Джона згадано у фільмі «Термінатор» (1984) як майбутнього сина Сари Коннор, а з'явився він у сиквелі 1991 року «Термінатор 2: Судний день» у виконанні молодого актора Едварда Фурлонга (в епізодах цього фільму з'являється дорослий Джон у виконанні Майкла Едвардса). Пізніше Джона зіграв 23-річний актор Нік Стал у наступному фільмі «Термінатор 3: Повстання машин» (2003) і 19-річний Томас Деккер у телесеріалі «Термінатор: Хроніки Сари Коннор» (2008—2009). Англійський актор Крістіан Бейл зображав дорослого Джона Коннора у четвертій постановці кіноепопеї — «Термінатор: Спасіння прийде» (2009). У п'ятому фільмі «Термінатор: Генезис» (2015) роль Джона Коннора виконав австралійський актор Джейсон Кларк, у шостому — «Термінатор: Фатум» (2019) — актор Джуд Коллі, причому риси обличчя Едварда Фурлонга були відтворені за допомогою комп'ютерної графіки.
В історії всього цього вигаданого всесвіту Джон Коннор виступає як Спаситель, який поведе Рух опору людства до перемоги над «імперією роботів-термінаторів» на чолі зі «Скайнетом» (бойовою системою-суперкомп'ютером, що спричинила Судний день і загибель більшості людства). Коли мати Джона, Сара Коннор, стала ціллю для Термінатора із майбутнього, Джон посилає в минуле (за допомогою пристрою переміщення у часі) бійця Руху опору Кайла Риза захистити свою матір — знаючи, що Кайл стане його батьком. Маючи застереження від своїх батьків, юний Джон уникає смерті від рук інших термінаторів у другому і третьому фільми епопеї. А в четвертому фільмі дорослий Джон бореться у лавах Руху опору проти «Скайнету» посеред постапокаліптичного майбутнього вже після того, як «Скайнет» влаштує ядерний геноцид людства. Оскільки сюжети всіх фільмів циклу пов'язані із подорожами в часі, історія персонажа Джона Коннора нелінійна і зображає кілька можливих варіантів розвитку подій, відповідно до варіантів часових ліній фільмів. Наприклад, і «Термінатор: Хроніки Сари Коннор», і «Термінатор 3: Повстання машин» є продовженнями подій фільму «Термінатор 2: Судний день», проте зображають два паралельні світи двох часових ліній.

## Факти про персонажа
Джона Коннора зображало більше акторів (сім осіб), аніж будь-якого іншого персонажа за всю історію науково-фантастичних фільмів і телесеріалів; виняток становлять лише Джеймс Бонд — також 7 акторів (на 2020 рік) і Доктор Хто — 13 (14) акторів (на 2020 рік). Примітно, що в оригінальному фільмі «Термінатор» Джона немає, про нього лише згадують, а наприкінці фільму показано, що його мати Сара ходить вагітна Джоном. Крім того, хлопчика-немовля у спогадах Сари Коннор у фільмі «Термінатор 2: Судний день» зіграв рідний син акторки Лінди Гамільтон — Делтон Еббот.
Неголовну роль було відведено для Джона Коннора й у початковому сценарію четвертого фільму епопеї, «Термінатор: Спасіння прийде»: головним героєм фільму мав бути Маркус Райт. Однак, на прохання Кристіана Бейла (котрого якраз і запрошували спочатку на роль Маркуса), сценарій переписали і головною дійовою особою залишився Джон Коннор.
Цікаво, що англійською мовою ініціали Джона Коннора (John Connor) збігаються з ініціалами імені Ісуса Христа (Jesus Christ), що відповідає титулові, який використовують і в художніх фільмах, і в серіалі («Спаситель [людства]» або «месія»). Про це зазначає д-р Пітер Сильберман у фільмі «Термінатор: Судний день»: «…вона навіть ім'я відповідне підібрала».
У серіалі «Термінатор: Хроніки Сари Коннор» Джон змушений переховуватися від «Скайнета». Тому він тричі змінює ім'я: Джон Риз (на честь батька Кайла Риза), Джон Баум (на честь письменника Френка Баума) і Генрі Ґейдж (на честь дружини Ф. Баума, Мод Ґейдж).
В усіх фільмах у Джона Коннора зелені очі, і лише у фільмі «Термінатор: Спасіння прийде» у Кристіана Бейла його природний колір очей — карий. Чи це авторський хід такий, чи недогляд — творці фільму не пояснили.

## Серія фільмів проТермінатора

Едвард Фурлонг у ролі Джона
«Термінатор 2: Судний день»

У картині «Термінатор» Джона згадують як основу сюжетної зав'язки фільму (титульний герой Термінатор намагається убити Сару Коннор, бо вона стане матір'ю Джона), однак самого Джона у фільмі немає. Це особливий прийом, яким скористався Джеймс Кемерон, автор сценарію і режисер фільму: сама згадка про Джона виступає своєрідним камео для подальших кіноробіт. Однак наприкінці фільму Сара вагітна Джоном і розмовляє із ним (записуючи на диктофон свої думки).

Нік Стал у ролі Джона
«Термінатор 3: Повстання машин»

Уперше ж Джона ми бачимо у трейлерах до другого фільму епопеї і в самому фільмі «Термінатор 2: Судний день»: події відбуваються у 1995 році, Джона зіграли Едвард Фурлонг (головного героя) і актор Майкл Едвардс (Джон-старший зі вступу до фільму і вирізаної сцени фіналу, де він грається із донькою). У фільмі Джон — 10-літній підліток-хуліган; він живе із прийомними батьками, поки маму утримують у клініці для психічно хворих злочинців. Одного дня, коли він байдикував у залі атракціонів із приятелем, по нього з майбутнього з'являються аж два роботи: T-1000 і Термінатор (T-800, що виглядає точнісінько, як головний антагоніст першого фільму — однак цього разу він буде захищати Джона). Ці два роботи зчепилися одне з одним, а Джон устигає накивати п'ятами із залу ігрових автоматів. Починається погоня, у якій Т-800 і Джон намагаються відірватися від Т-1000, що їх переслідує.
А тим часом, пізно уночі Сара Коннор збирається утекти із клініки. Джон, не знаючи цього, загадує Т-800 урятувати Сару. Вони всі троє зустрічаються у клініці — сюди ж прямує й Т-1000, у якого вже є поліційна база даних про Джона, його прийомних батьків (опікунів) і про Сару. Трійця протагоністів утікає з клініки. Джон вчить Термінатора бути схожим на людину, навчає його різним жаргонним словечкам і прийомам поведінки людей — і навіть переставляє у процесорі Т-800 запобіжник, аби робот міг самостійно навчатися. На радість любителям фільму Т-800 постійно сипле фразами типу «Hasta la vista, baby!» (ісп. «До побачення, крихітко!»), «No problemo!» (жарг. «Нема питань!») і «Chill out!» (жарг. «Відвали!»). Це все наслідки вуличного виховання Джона. Самого Термінатора Джон називає Дядько Боб. Після того, як Термінатор вилю́днює, — між Джоном і ним утворюється стійкий емоційний зв'язок: хлопчик починає ставитися до робота як до батька; Джон грається із роботом, сприймає його як свого захисника і друга; не дозволяє роботові знищити себе, коли він зазнав серйозних пошкоджень у кінці фільму. У сценах (чиїхось) спогадів, Джон Коннор виглядає суворим чоловіком середніх літ, авторитетним командиром (чотиризірковим генералом армії США), що пережив багато боїв — у нього кілька великих старих шрамів на лівій щоці і на чолі.

Майкл Едвардс у ролі Джона
«Термінатор 2: Судний день»

У «Термінатор 3: Повстання машин», події якого розгортаються у 2004, Джона Коннора (якого зображає Нік Стал) показано юнаком. На початку картини він розповідає в монолозі про те, що після подій другого фільму він живе вигнанцем, хоча дата Судного дня пройшла без надзвичайних наслідків. Його мати захворіла на лейкемію і померла. У фільмі перетинаються шляхи Джона і Кейт Брустер (Клер Дейнз), його колишньої однокласниці із того часу, як він жив із прийомними батьками — а також дочки генерал-лейтенанта ВПС США, який керує проектом зі створення «Скайнет». На Кейт нападає термінатор T-X (або Термінатрикс, як Джон її назвав), яку з майбутнього послали в 24 серпня 2004 року. На відміну від її попередників, Т-Х має знищити не лише Джона Коннора, а й його майбутніх офіцерів — бо з досвіду попередніх спроб «Скайнет» усвідомила, що Джон невловимий, обережний, попереджений і має досвід боротьби з термінаторами. Та коли Т-Х усвідомила, що натрапила на Джонів слід — її пріоритети негайно змінилися: її ціллю стали виключно він і Кейт. На допомогу Джонові й Кейт приходить Т-850 (модель CSM 101). Цього Термінатора перепрограмовує і присилає із майбутнього дружина Джона Кейт (другий верховний офіцер у Командуванні Руху опору), бо самого Джона було успішно знищено цим самим Т-850. Термінатор пояснює Джонові, що Судний день не відмінено, а лише відкладено до 2004 року; також Термінатор каже, що Судний день невідворотний. А підступитися до Джона цей Т-850 зміг через емоційну прив'язку до цієї моделі (Дядько Боб із попереднього фільму). Хоча Джон і Кетрін витрачають чималу частину фільму на те, щоб не дозволити «Скайнет» завдати ядерного удару, — вони не розуміють, що не існує ніякого процесорного ядра «Скайнет», бо система вже поширилась на усі доступні сервери і домашні комп'ютери у світі. Натомість вони опиняються у захисному бункері «Кришталевий шпиль» (Chrystal Peak), куди їх направив генерал Брустер, щоб вони вижили. Перші ракети падають на США у результаті підступу «Скайнет», а Джон через радіо намагається організувати силу Руху опору.
У «Термінатор: Спасіння прийде» показано події 2018 року, де Джон Коннор (якого зображає Кристіан Бейл) уже старший, загартований у битвах боєць Руху опору; він одружений із Кейт Брустер, хто працює медиком і на час подій фільму вагітна донькою Джона. Сюжет картини знайомить нас із новим персонажем на ім'я Маркус Райт, а також юним Кайлом Ризом, кого ми бачили у оригінальному фільмі. Джон є звичайним спецпризначенцем — як і багато інших солдат його команди, що воюють на теренах Каліфорнії. Попри те, що він володіє важливими знаннями про машин і можливості «Скайнет», головнокомандувач Руху опору генерал Ешдаун усуває його від будь-якого керівництва загоном і висловлює неприязнь до Джона. Як військова людина, яка переконана у важливості раціональних суджень і субординації, Ешдаун розцінює слова Коннора як маячню лжепророка у кращому випадку — і свідченням небезпечної, шкідливої і безвідповідальної поведінки у гіршому. Тим не менш, є багато людей у Русі опору, хто вірить у Джона і його слова через особистий досвід служби разом із ним. Пізніше, усередині фільму Джон дізнається, що Кайл Риз опинився у полоні, у концентраційному таборі «Скайнет». Джон задумує звільнити Кайла, а Маркус має провести його на базу. Проте, прибувши на місце і забезпечивши втечу бранців, Джон натикається на Т-800 у вигляді кіборга моделі CSM-101, із яким постійно стикається він і його сім'я. Маркус допомагає йому знищити T-800, проте його серйозно поранено. Маркус пропонує Джонові своє серце і рятує Джона від смерті. Заключними словами Джона у фільмі були такі: хоч повстанці виграли оцю одну битву, та війна іще триватиме. Під час останнього протистояння з Термінатором Джон отримує серйозні шрами на обличчя. Ці шрами такі ж, як у Джона із початку фільму «Термінатор 2: Судний день». Ця картинка, із якої починається фільм, показує майбутнє, в якому Джон спостерігає за битвою, що розгортається між Рухом опору і «Скайнет». Четверту частину епопеї «Термінатор» фактично присвячено тому, як звичайний ватажок загону партизанів перетворюється на беззаперечного лідера Руху опору.
У фільмі «Термінатор: Генезис», який є перезапуском всієї серії Джон Коннор(якого зображає Джейсон Кларк) є лідером Руху Опору. Після успішного знищення Скайнет(як вони гадали), він посилає Кайла Риза у минуле, щоб врятувати Сару Коннор від посланного туди в останні моменти функціонування Скайнет Т-800. Але у момент відправлення один солдат нападає на Джона. Це Т-5000 — носій ядра Скайнет. Він вживлює у Джона рідину з нанороботами і вони перетворюють його на термінатора новітнього покоління — Т-3000. У минулому з'явилася нова альтернативна лінія часу, тож Скайнет посилає Т-3000 у 2014 рік в Сан-Франциско, щоб той створив його як Генезис. Але вони не знали про один момент: у момент нападу на Джона, Кайл Риз побачив при переміщенні назад у часі самого себе (13-річного), який сказав, що Генезис — це Скайнет. У 2017 році Кайл Риз і Сара Коннор прибувають з 1984, їх хапає поліція та відправляє в лікарню (їх легенько збила машина). Туди йде Т-3000 і звільняє їх. На підземній парковці термінатор Т-800 відомий як Старий, стріляє у Джона тим самим видаючи його справжню сутність. Т-3000 пропонує своїм батькам стати на його бік, але отримує відмову і погрожує їх вбити. На аргумент, що якщо він їх вб'є, то не з'явиться на світ він відповідає, що вони вирвані з потоку часу, бо у цьому часі його не існує, тому що Сара не народила його перед переміщенням у часі. Після сутички зі Старим, герої дізнаються про його характеристики і слабке місце — він може бути знищений магнітним полем, тому що воно зв'язує його нанороботів. Вдень Джон як звичайно повертається на роботу. Потім він знову приходить до таємної схованки Сари і Джона і знову пропонує стати на його бік і знову отримує відмову. Після переслідування на шосе та Мосту Золоті Ворота, він під виглядом детектива проникає у поліційний відділок, куди привезли Кайла, Сару і Папса. Після їхньої втечі на вертольоті, переслідує їх до офісу Cyberdyne Systems. У офісі Т-800 його знешкоджує, але ненадовго. Потім він знищує детонатор, і починає битися з Старим. Джон його майже перемагає, але Сара та Кайл відволікають його, і Старий підіймається та заганяє термінатора у недобудовану машину часу(готове тільки магнітне квантове поле). Риз вмикає поле і два термінатори у ньому ведуть свій останній бій. В якийсь момент Старого викидає з установки, і Т-3000 розірвало магнітним полем, а вибух від нього знищив офіс компанії, і не дав Скайнету звільнитися. У новому фільмі «Термінатор: Фатум» Джон Коннор з'являється на початку «у виконанні Фурлонга» (за допомогою комп'ютерної графіки). Його убиває Т-800. І він помирає. Більше він у фільмі не з'являється.

## Термінатор 2: Судний день (альтернативна кінцівка)

Джон із дочкою (2029).

Альтернативна часова лінія у картині «Термінатор 2: Судний день» доступна на (Ultimate Edition DVD).
У цій часовій лінії показано, що 29 серпня 2029 року Сара Коннор жива і здорова; вона — сива бабуся, яка спостерігає, як її син Джон, уже зрілий чоловік, грається зі своєю дочкою.
Джон став сенатором США у світі, де «Скайнет» ніколи не почала війни проти людства — бо колись Сара, Джон і Т-800 успішно знищили лабораторію «Сайбердайн Системз»: «Скайнет» ніколи не було створено, тож Судного дня не сталося.

## Термінатор: Хроніки Сари Коннор

Томас Деккер (Джон)
телесеріал «Термінатор: Хроніки Сари Коннор»

Джон також з'являється у паралельному світі, зображеному в серіалі «Термінатор: Хроніки Сари Коннор». Серіал у 31 епізоді розповідає історію родини Коннор через два роки після подій фільму «Термінатор 2: Судний день». Це є відгалуженням від оригінальної історії «Термінатор 2» і, за словами продюсера Джеймза Міддлтона, «це є [нова] версія картини „Т3“». У фільмі нам розказують, що на початку 1999 року Джон і Сара Коннори живуть під прізвищем батька Джона (Риз), бо змушені переховуватися через те, що Сара утекла із психіатричної клініки для злочинців (і за те, що вона таки знищила «Сайбердайн Системз», відповідно до подій другого фільму циклу). Проте вони намагаються повернутися до нормального життя: Джон ходить до середньої школи Крест В'ю (Crest View High School) у Нью-Мексико, а Сара — влаштовується на роботу і живе із коханцем Чарлі Диксоном. Джон же у школі знайомиться із однокласницею — Ке́мерон Філліпс.
Одного дня у школі на Джона нападає кіборг Т-888, що назвав себе Cromartie (Крома́рті) і маскувався під виглядом учителя. Цей Cromartie дістає захованого у своєму стегні чималенький пістолет системи «Ґлок» (Glock 17C) і стріляє у Джона. На лінії вогню опиняється Джонова однокласниця Кемерон Філліпс — і вона падає під кулями. А сам Джон ефектно вистрибує у вікно і втікає. Коли Cromartie заганяє Джона у кут збирається переможно завершити своє завдання — робота збиває машина. Із прочинених дверей виглядає воскресла Кемерон Філліпс — вона простягає Джонові руку і каже традиційну фразу-пароль: «Ходімо зі мною, якщо хочеш жити!». Джон одразу ж розуміє, що чарівна дівчина-підліток також є кіборгом невідомої серії, її надалі у фільмі так і називають — Cameron (на честь автора оригінального фільму, канадського кінорежисера Джеймза Кемерона). Вона стає персональним охоронцем Джона, що створює додаткову романтичну сюжетну лінію в цій історії. Хлопець дізнається від Cameron про те, що Судний день не відвернуто, а лише відкладено до 21 серпня 2011 року. Джон, змучений постійним кочовим життям, конспірацією і підготовкою до майбутніх звершень — каже матері: «Я не можу більше утікати! Я не можу… Я не те, що вони думають про мене. Спаситель…» Він просить Сару зупинити розробників «Скайнет». Cameron використовує технологію переміщення у часі (сторену якимось «Інженером» із майбутнього), щоб перемістити усю трійцю у 2007 рік саме напередодні сотворіння «Скайнет» — тож вони спроможні зупинити машину.
На новому місці трійця починає обживатися. Вони беруть собі нове прізвище — Баум, на честь автора улюбленої Джонової книжки «Мудрець із Країни Оз» письменника Френка еЛь. Баума. Джон і Cameron, як нормальні підлітки, ідуть до школи Кампо де Кагуенґа (Campo de Cahuenga); там Джон заводить собі нових друзів — Мо́рриса і Ра́йлі. Також Джон знайомиться зі своїм дядьком — Дереком Ризом, лейтенантом Руху опору, якого сам же і прислав із майбутнього у 2007-й із якимось завданням. Сам Джон виглядає дуже досвідченим спеціалістом із виживання: він уміє ефектно стрибати через віконне скло головою уперед; він є досвідченим хакером, що здатний навіть зламувати мережу баз даних Лос-Анджелеської поліцейської дільниці, а не те, що проникнути в пам'ять у процесорі якогось кібрга найостаннішої моделі (незважаючи на різницю у архітектурі процесорів і програмного коду у ПК і Т-888). Він також легко відкриває замки будь-якої складності; чудово грає у шахи, як і личить майбутньому Головнокомандувачу усіх майбутніх партизан; володіє смертельними прийомами самооборони, уміє стріляти із багатьох видів зброї і робити ще багато корисних речей — чому він навчився у глибокому дитинстві.

Джон ДеВіто
у ролі малого Джона Коннора

Динаміка стосунків його із Cameron суттєво відрізняється від стосунків із «Дядьком Бобом» Т-800 з огляду на її розмір, «стать» і «зовнішність» (мається на увазі модель її зовнішнього камуфляжу, що зображає чарівну маленьку молоду жінку); ці стосунки мають присмак статевого потягу. Усвідомлюючи, що Cameron є роботом, — підліток Джон, мудрий не за роками, намагається облаштувати свої стосунки із Райлі Довсон, своєю однокласницею у школі. Він не знає, що Райлі теж є прибульцем із майбутнього, виконує завдання Джессі Флорес, одного із лейтенантів Руху опору, хто ніби-то перебуває у самовільній відлучці (простіше кажучи — дезертирка), а насправді виконує завдання доного з політичних угрупувань Руху опору (воно полягає у тому, щоб викликати у Джона ненависть до Cameron, котра у майбутньому стане Джоновим радником і найближчою особою, а разом із нею — викликати стійку відразу до всіх роботів). Джессі зізнається своєму коханцеві Дерекові, що серед бійців є «багато невдоволених: він посилає на смерть людей — хороших людей!». У майбутньому оця довіра Джона до своїх перепрограмованих термінаторів викликатиме у багатьох бійців нерозуміння і ревнощі.
Особливості стосунків молодого Джона Коннора — підлітка, який дорослішає під впливом катастрофічних подій і під опікою родичів, роботів і інших персонажів — мають вирішальне значення з огляду на те, що автори фільму надали вихованню особистості надзвичайного значення (виховання перетворює Джона Генрі у антипода «Скайнет», а від виховання самого Джона залежить низка важдивих подій у житті всього людства). Розглянемо в оновних рисах ці особливості стосунків.

### Джон і Сара
Сара глибоко любить Джона і кілька разів показує, що готова померти, щоб захистити його: у зіткненні із Cromartie і з Cameron (коли їй пошкодили чип) і в ряді інших випадків. Сара виховує сина жорстко, по-чоловічому, як майбутнього солдата — і тому син не сприймає її прояви ніжності до себе. Однак, попри свій вишкіл і життєвий досвід, — Сара усе ж є слабкою жінкою, що схильна вагатися і сумніватися; унаслідок низки пережитих потрясінь вона має схильність до психічних розладів і просто емоційної поведінки. Малий Джон відчуває, що у їхній сім'ї він має замістити батька: захисника і носія сили, авторитету — і того, хто приймає рішення. Нагода Джонові випала: він голіруч убиває негідника Саркісяна, який мав намір убити Коннорів. Після того, як Джон оговтався психологічно від потрясіння — він-підліток починає відігравати рівноцінну роль у прийнятті рішень поряд із Сарою. У кінці фільму він вирушає у майбутнє слідом за процесором Cameron без Сари і всупереч її волі.

### Джон і Дерек

Браян Остин Грін (Дерек)
із Джоном Коннором

Дружба Джона і Дерека є одним із найскладніших моментів у серіалі. У майбутньому, Джон-старший є лідером Руху опору і командиром Дерека. У головній часовій лінії фільму (у 2007 року) Дерек як спеціаліст-командо, командир підрозділу і досвідчений боєць («старший лейтенант Дерек Томас Риз зі 132 спецгрупи, спеціаліст зі зв'язку») — є наставником Джона і його дядьком.
Після першої зустрічі з Дереком, Джон дуже мало згадував про Дерека, незважаючи на те, що він-старший сам же і направив цього бійця Руху опору у минуле. Коли Дерек помирав у домі Джона і Сара хотіла була викрасти медика із лікарні, щоб той урятував Дерека — Джон зупиняє її. Однак, дізнавшись, що це його дядько — Джон без роздумів кидається по допомогу до Чарлі Диксона (медика, колишнього коханця Сари), а потім дає Дерекові свою кров. Після цього Джон категорично наполягає, аби Дерек залишився жити із ними, і говорячи про сім'ю, має на увазі й Дерека. Хлопець рішуче захищає свого Cameron, коли Дерек звинувачує її у зраді і в приховуванні чипа знищеного термінатора. Джон шокований, коли Дерек шантажує лже-Саркісяна тим, що він зашкодить його доньці; коли лже-Саркісян каже, що це не його донька — Дерек холоднокровно стріляє в голову злочинцю, хоча є небезпека, що він або злочинець зашкодять Джонові (чи Дерек скривдить дівчинку). Проте Дерек є солдатом, що виріс і змужнів у війні без правил і законів — за саме виживання; тож для нього така поведінка хоч і не є повсякденною, проте припустимою. Незважаючи на це — вони знаходять спільну мову, коли Дерек показує, що він здогадався про кревний зв'язок із Джоном і на день Джонового народження веде його у парк, де грається Дерек-молодший зі своїм братиком Кайлом, майбутнім Джоновим батьком.
Мало місце іще одне непорозуміння, коли їм удалося деактивувати пошкоджену Cameron — Дерек наполягав на її знищенні. Джон наставляє пістолет на Дерека і не дозволяє йому підійти, поки Cemeron не прийде до тями. Пізніше, коли Дерек і Джон потрапляють до військової академії, щоб урятувати Мартина Беделла (майбутнього лейтенанта Руху опору і помічника Джона), хлопчик мав нагоду зрозуміти спосіб мислення свого дядька як солдата з травмованою психікою. Також він учиться у дядька самопожертві, яку виявляє Дерек. Дерек намагається підьбадьорити Джона, коли той страждає після потрясіння від убивства Саркісяна; однак дядько висловлює рішуче невдоволення тим, що «цей хлопець поводиться не як Джон Коннор, а Джон Баум»: тобто тим, що хлопчик уникає своєї долі як командира і рятівника людства.

### Джон і Райлі

Левен Рамбін (Райлі) із Джоном

Чим більше часу вони проводять разом, тим більше Джон усвідомлює, що Райлі може бути єдиним джерелом миру і спокою в його хаотичному і сповненому небезпек житті. Це пов'язано із його бажанням дистанціюватися від Cameron, до якої у нього помічаємо натяк на романтичні почуття. Коли Сара висловлює своє незадоволення його стосунками із Райлі (вона наражає Джона на небезпеку, а Джон поводиться нерозважливо і необережно) — Джон зауважує: «Тебе дратує, що я знайшов людину, з якою мені добре — і це не ти?»
Проте, їхні стосунки можна описати лише як тісну дружбу — хоча Джессі і вимагає від Райлі, аби та спокусила Джона. Їхні стосунки продовжують розвиватися, уже можна помітити натяки романтичних почуттів одне до одного: Джон купує для Райлі мотоциклетний шолом, тягне її у Мексику святкувати День померлих і замовляє для них там у готелі номер для наречених. Райлі відвідує помешкання Коннорів усе частіше; із часом Джон навіть починає їй довіряти настільки, щоб сказати код для системи безпеки їхнього дому. Із якоїсь причини Райлі ріже собі вени на руках. Джессі згодом вона говорить, що хотіла таким чином прив'язати до себе Джона, викликавши у нього співчуття, — проте, можливо, Райлі так намагалася вирішити дилему: вона не хотіла обманювати Джона і маніпулювати ним, та і не могла відмовитися від свого завдання, бо почуває себе зобов'язаною і любить Джессі. Джон рятує її від смерті, викликаючи медиків і доправляючи її до лікарні (хоч проти цього виступав Дерек). Райлі утікає з лікарні, і з'являється через певний час удома в Джона, помітивши, як Cameron ремонтує собі руку.
Після низки подій, за яких її мало не вбила Cameron, Райлі усвідомлює — що Джессі просто маніпулює нею і добивається лише одного: смерті Райлі від рук Cameron. Джон намагався умовити Райлі в сказавши йому правду про те, хто вона насправді; але, виконуючи накази Джессі, Райлі відмовилася зізнатися. Того ж дня Райлі гине у суперечці з Джессі. Та позбувається тіла Райлі — з розрахунком, аби тіло знайшли, Джон дізнався, що Райлі загинула. Cameron неодноразово говорила, що збирається убити Райлі і навіть проявляла ревнощі стосовно Джонових стосунків із нею — проте Джон категорично заборонив Cameron завдавати шкоди Райлі.
Усі переконані, що це зробила Cameron: робот іще ніколи не відмовлялася зробити те, що визнавала за необхідне зробити. Однак Джон здогадується про підступ Джесі — і це лише розвіює його останні сумніви стосовно вірності Cameron йому. Джон у розмові з матір'ю обговорює смерть Райлі (він ходив до моргу і зрозумів, що не Cameron убила її, а Джессі — про існування якої він давно знає). Джон говорить: «Вибач, що сумнівався». Сара хоче заспокоїти і підбадьорити його, однак той уточнює: «Ні! Я не тобі [кажу це] — а їй!» — і киває у бік Cameron.
Фактично ці події остаточно зближають Джона і Cameron.

### Джон і Елісон
Еллісон Янґ була дівчиною з майбутнього, членом Руху опору і, очевидно, перебувала у тісному зв'язку із Джоном: Коннор доручав їй якісь важливі завдання, допоки Еллісон не захопили термінатори. Вона була однією з небагатьох осіб, хто отримав спеціальні ідентифікаційні браслети. Цей браслет дозволяв їй мати доступ до секретного табору Джона: це значить, що Коннор довіряв їй і вважав її значимою. Під час її допиту Cameron — Еллісон демонстративно відмовилася видати місцезнаходження Джона. Хоча вона, мабуть, планувала підіграти роботу: Еллісон була хитрою достатньо, щоб майже «повірити» у щирість Cameron (моляв, не всі термінатори хочуть продовжувати війну — деякі шукають миру) і зображати, що вона вагається у своїй рішучості протистояти роботам. Попри те, що Cameron використовує камуфляжний покрив, що майже ідентичний зовнішності Еллісон, без браслета робота затримають і, ймовірно, знищать. Cameron зазначає, звертаючись до Еллісон: «Ти дуже хоробра. Ось, напевно, чому він обрав тебе». Видно, що Еллісон дуже вірна Джонові Коннору і клянеться, що вона ніколи не зрадить його, сердито кричить на Cameron: «Я ніколи не допоможу тобі дістатися до Джона Коннора!» Це може свідчити про близькі стосунки між Джоном та Еллісон — а може, це свідчення лише того, що Еллісон просто є однією із надійних Джонових довірених осіб (адже потім Cameron показує Еллісон купу браслетів її друзів і говорить, що зрозуміла — для чого вони, і що Еллісон хотіла її обдурити. Cameron убиває Еллісон). Більшого про природу стосунків між Джоном і Еллісон нічого не можна сказати напевно — про це мало йтися у наступному сезоні серіалу.
Після деактивації Cameron Джоном Генрі, який іщк й забрав собі її чип, — Джон Коннор і Кетрін Вівер переміщуються у 2027 рік. Проте, це вже альтернативне майбутнє, де не було Джона Коннора (оскільки він «перестрибнув» у часі всі роки і події, які б мали статися за його участи). Тож він і не став лідером Руху опору — принаймні поки що. Проте у епізоді 6 «Підземелля й дракони» серіалу у маренні Дерека Джон постає юнаком, не старшим за нинішнього Джона — щоправда, важко зрозуміти, чи це було марення, чи реальний спогад Дерека. У майбутньому хлопець бачить Дерека і Кайла Риза — живих і здорових, і Дерек не впізнає його (тут має місце не часовий парадокс, а паралельний всесвіт: це інші люди, а не ті, котрих відправляв Джон у минуле). А ще він бачить Еллісон Янґ, яка гладить собаку, і дивиться на Джона як на незнайомця. Із огляду на те, що Джон переживав велику прихильність до Cameron, яку створено для імітації зовнішності Елісон (а також відповідно до слів самого режисера і автора сценарію стосовно початкових планів на третій сезон) — між Елісон і Джоном складуться романтичні стосунки.

### Джон і Cameron
Стосунки між Джоном Коннором і Cameron у серіалі «Термінатор: Хроніки Сари Коннор» є найважливішими у шоу поряд зі стосунками з його матір'ю. У них багато спільного зі стосунками Джона із «Дядьком Бобом» (T-800) з картини «Термінатор 2: Судний день», хоча й багато відмінного — зокрема, їх романтична складова. Серед шанувальників серіалу відносини робота і хлопчика стали найпопулярнішими і на цей час відомі під назвою «Джемерон» (Jameron).

Саммер Ґлау (Cameron) і Джон

Відповідно до свого завдання, Cameron зображає ученицю середньої школи Крест В'ю, і негайно намагається установити контакт із Джоном — зображаючи привабливу і допитливу дівчину, яка заграє із хлопцем. Однак Джон усе ще переживає розрив стосунків із Чарлі Диксоном (коханцем Сари) і неохоче зав'язує нові стосунки з людьми. Та Cameron не відступає — і її важко не уподобати: вона дотепна і чарівна, до того ж намагається призначити побачення Джону. Джон відмовляє удруге — та наступного ранку піддається чарам Cameron і вибачається, що обманув її. Cameron помітно здивована і приємно вражена. Цілком імовірно, що вони б стали ближчими після цього, але поява робота Cromartie (Т-888) змушує Cameron розкрити її істинну природу як машини. Після того, як її прикриття розкрито, Cameron уже не бачить необхідності проектувати людські риси у своїй поведінці, коли вона поряд із Джоном і її матір'ю, повертаючись до свого беземоційного стоїчного типу поведінки. Джон вдячний роботові за порятунок і він не проти встановити дружні (сказати б — дуже незвичні) стосунки з нею. Однак Cameron періодично сама поводиться у дуже незвичний спосіб. Під час зупинки на заправній станції, Cameron вибачилася за свій обман (за удавання з себе дівчинки у школі Нью-Мексико) — у відповідь на вибачення Джона за день до цього. Коли Cameron ремонтувала себе напередодні уночі, то зняла повністю верхню частину одягу; Сара робить їй зауваження: «Гадаю, буде краще їх зачохлити!» — Cameron реагує розгублено і збентежено, прикриваючи груди. У фільмі безліч моментів того, як Cameron проявляє олюднену поведінку і навіть почуття у тих випадках, коли цього не вимагає завдання її місії, або ніхто не бачить: це говорить про те, що «беземоційно-стоїчну маску» вона носить саме для камуфляжу, поступово розкриваючи свою олюднену натуру. Дерек відкрито висловлював свою неприязнь і недовіру до Cameron, хоча вона кілька разів рятувала йому життя. Та Дерек випадково помітив, що Cameron нишком танцює заради задоволення — це настільки вражає чоловіка, що у нього сльозяться очі. Як виявиться у фільмі, вона багато часу провела серед людей, зокрема, із Джоном — тож багато чого перейняла для себе як постійну модифікацію базових основ своєї поведінки. Коли Джон перебував у стресовому стані, Cameron «зняла» його біометричні характеристики (це виглядало як ніжний доторк пальцями до шиї Джона). Хлопець, не знаючи справжніх намірів Cameron усміхнувся до себе, бо сприйняв це як вияв приязні. Він не помилився. У школі Cameron поводиться як охоронець Джона, тому хлопець навчає її поведінки, манер і жаргону підлітків — аби вона не виглядала, як «фрік». Їхні стосунки зазнають перших випробувань, коли Cameron зупиняє Джона у намірі допомогти Джордан Ковен, однокласниці, що вирішила вчинити самогубство (на очах у багатьох людей цей порив Джона був нерозумним). Джон протягом якогось часу ображався на робота за це, поки не сприйняв мотивів поведінки Cameron. Джон здивований розумінням Cameron такого почуття, як горе. Cameron зізнається, що вона прочитала усі записки на меморіалі Джордан Ковен (яка стрибнула із даху) — і зрозуміла. Джон усе частіше забувається, що має справу з роботом: він кидається приводити Cameron до тями, коли її вразило струмом кидається захищати її, коли вона програє у сутичці з Т-888, і Сара з Дереком відтягують його, і в ряді інших ситуацій. Коли Чарлі Диксон лікував Дерека, він запитав Джона, чи йому подобається Cameron — Джон дуже невпевнено заперечував свою прихильність до неї.
Після того, як Cameron не змогла повністю відновитися від сильних пошкоджень, завданих їй термінаторами і бомбою Саркісяна — вона монтує вибухівку в основу свого черепа і створює пусковий механізм із дистанційним керуванням. Цей механізм вона вішає на шию Джонові, таким чином вручаючи свою долю Джонові. Кілька разів вона говорить, що любить його, проте у Джона є підстави сумніватися, що це просто особливості програмного коду робота, трюк інфільтратора, аби маніпулювати людьми: йому важко повірити у можливість почуттів робота. І тим не менше, поступово він переконується, що Cameron справді кохає його.
Джон довіряє Cameron, незважаючи на її зізнання, що вона обманювала Джона кожного разу, коли її місія вимагала цього, і на те, що «глибоко всередині вона завжди хотітиме убити Джона». У робота є таємниці від Джона. Попри це, Cameron чітко проводить різницю між Джоном-старшим (із майбутнього, накази якого вона виконує) і Джоном-нинішнім. Джон захищав Cameron, кожного разу, коли Сара чи Дерек звинувачували її у чомусь, — із вдячності і поваги до неї, що не раз рятувала його, «тому що він сам послав її». Поки Cameron перезавантажувалася (і не могла цього бачити), він ніжно гладив їй волосся, у нього тремтів голос, збивалося дихання, а також він несвідомо потягнувся поцілувати Cameron, коли перевіряв цілісність радіо-захисту її паливних елементів. Коли Джон побачив у підвалі «ЗейраКорп», що Cameron деактивовано, а її чип зник — він був дуже засмученим. Він вирішує переміститися у часі слідом за Джоном Генрі, щоб урятувати Cameron. На зауваження Сари він схвильовано вигукує: «Він забрав її чип. Він забрав Її!» — виказуючи сильний зв'язок між ним і Cameron, як і своє страждання через те, що його Cameron покинула його.

## Згадки про Джона у літературі

### Кросовери

#### Супермен проти Термінатора

Комікс (2000)

Завдяки популярності фільму «Термінатор 2: Судний день», Джон Коннор з'являється у неканонічному кросовер-коміксі «Супермен проти Термінатора: Смерть майбутньому» від видавництв «DC Comics» і «Dark Horse Comics», де Джону Коннору складає компанію товариш Супермена — Людина з заліза (Man of Steel).
Тут Супермен протистоїть не лише «Скайнет», а також своєму давньому ворогові Генкові Геншов (Кіборгу). У цій історії, намагаючись захистити Сару і юного Джона, Супермен подорожує в майбутнє — Рух опору намагається відновити захопленого Термінатора, який помилково напав на Супермена. Відновлений термінатор має допомогти Джону-старшому і Джону Генрі Айронзу (відомому як Людина з заліза — або як Сталь) знищити «Скайнет». А тим часом у минулому Кіборг домовляється зі «Скайнет» і залишає у черепі робота послання про слабкості Супермена. У його час у минуле прибуває Т-Х, щоб допомагати Кіборгові. А Мактрикс (Суперґьорл), Кон-Ель (Супербой) і навіть Лекс Лутор (усі троє — персонажі світу Супермена від видавництва «DC») — продовжують захищати Джона і Сару Коннорів він нових хвиль термінаторів, які посилає «Скайнет» у минуле, причому кожна нова хвиля складається із усе пізніших моделей, спеціально оновлених, щоб упоратися з сім'єю Супермена.
Історія закінчується тим, що Супермен допомагає Рухові опору знищити «Скайнет» електромагнітним імпульсом у земній атмосфері, який достатньо потужний для виведення із ладу усіх машин, що збиралися переправитися у минуле. У цей час у минулому сім'я Супермена перемагає і Кіборга, і усіх термінаторів.

#### Решта кросоверів
- Чужі проти Хижака проти Термінатора, другий випуск (2000) — спогад про Джона
- РобоКоп проти Термінатора (1992) — лише згадка про Джона
- Пейнкіллер Джейн проти Термінатора (2007)
- Термінатор/РобоКоп: Знищити людину (2012)

### Список коміксів
- Видавництво «NOW Comix» (цикл «Термінатор»)
  1. Термінатор: Уся моя майбутня минувшина (1984) — перша згадка
  2. Термінатор: Земля у вогні (1984)

- Видавництво «Dark Horse Comics» (цикл «Термінатор»)
  1. Термінатор: серія «Rewired»
    - Термінатор: Долина смерті (1998)
    - Термінатор: Темні роки (1999)

  2. Термінатор: Один постріл (1991) — лише згадується
  3. Термінатор: Буря (1991) — лише згадується
  4. Термінатор: Другорядна ціль (1991) — лише згадується
  5. Термінатор: Мисливці і Вбивці (1992) — лише згадується
  6. Термінатор: Ворог усередині (1992) — лише згадується
  7. Термінатор: Кінець гри (1999) — лише згадується
  8. Термінатор: серія «1984 / 2029»
    - Термінатор: 1984 (2010)
    - Термінатор: 2029 (2010)

- Видавництво «Malibu Comics» (цикл «Термінатор 2»)
  1. Термінатор 2: Судний день — Кібернетичний світанок (1995)
  2. Термінатор 2: Судний день — Ядерні Сутінки (1996)

- Видавництво «Beckett Comics» (цикл «Термінатор 3»)
  1. Термінатор 3: Перед повстанням (2003) — лише згадується
  2. Термінатор 3: Очі повстання (2003)
  3. Термінатор 3: Фраґменти (2003)

- Видавництво «Dynamite Entertainment» (цикл «Т2: Саґа»)
  1. Термінатор: Інфініті (2007)
  2. Термінатор: Революція (2008)

- Видавництво «IDW Publishing» (цикл «Пісок у шестернях»)
  1. Термінатор: Спасіння прийде — Офіційний приквел до фільму (2009)
    - Термінатор: Спасіння прийде: Пісок у шестернях, випуск 1 — тільки спогад і голос
    - Термінатор: Спасіння прийде: Пісок у шестернях, випуск 2 — тільки спогад
    - Термінатор: Спасіння прийде: Пісок у шестернях, випуск 4 — тільки спогад і голос

  2. Термінатор: Спасіння прийде — комікс (2009)

### Романи
- T2: Трилогія (С. М. Стирлінґа)
  1. Т2: Інфільтратор (2001)
  2. Т2: Починається шторм (2003)
  3. T2: Війна майбутнього (2004)

- Нові хроніки Джона Коннора (Рассел Блекфорд)
  1. Термінатор 2: Нові хроніки Джона Коннора: Темні майбуття (2002)
  2. Термінатор 2: Нові хроніки Джона Коннора: Зла година (2003)
  3. Термінатор 2: Нові хроніки Джона Коннора: Смутні часи (2003)

- Термінатор: Спасіння прийде (офіційний цикл романів)
  1. Термінатор: Спасіння прийде (Алан Дин Фостер, 2009) — новелізація фільму
  2. Термінатор: Спасіння прийде: Із попелу (Тимоті Зан, 2009)
  3. Термінатор: Спасіння прийде: Холодна війна (Ґреґ Кокс, 2009)
  4. Термінатор: Спасіння прийде: Холодна війна (Ґреґ Кокс, 2009) — лише голос
  5. Термінатор: Спасіння прийде: Випробування вогнем (Тимоті Зан, 2010)